# غودفري تشيشاير الثالث
غودفري تشيشاير الثالث (بالإنجليزية: Godfrey Cheshire III)‏ هو ناقد سينمائي وصحفي أمريكي، ولد في 3 يونيو 1951 في رالي في الولايات المتحدة.

## وصلات خارجية
- غودفري تشيشاير الثالث على موقع IMDb (الإنجليزية)
- غودفري تشيشاير الثالث على موقع ميتاكريتيك (الإنجليزية)
- غودفري تشيشاير الثالث على موقع ميتاكريتيك (الإنجليزية)
- غودفري تشيشاير الثالث على موقع روتن توميتوز (الإنجليزية)
- غودفري تشيشاير الثالث على موقع روتن توميتوز (الإنجليزية)
- غودفري تشيشاير الثالث على موقع قاعدة بيانات الفيلم (الإنجليزية)
- غودفري تشيشاير الثالث على موقع كينوبويسك (الروسية)